# Fuente del Espino (Villarrobledo)
Fuente del Espino es un antiguo núcleo de población despoblado anexo al municipio de Villarrobledo, situado al noroeste de la provincia de Albacete (España) y a unos 25 km al sureste de su Ayuntamiento. Tanto las charcas manantiales como la misma fuente se sitúan ya en el término municipal de El Bonillo (Campo de Montiel).
El lugar destaca por su singularidad hidromorfológica, donde las aguas subterráneas se encuentran a escasa profundidad, condicionando la formación de distintas charcas manantiales en los periodos importantes de recarga freática, por los ascensos de láminas de agua ocultas (humedales de tránsito).
Este particular, sin duda que condicionaría en el pasado arqueológico, un lugar ideal para posibles asentamientos de población o para el trazado de calzadas viarias.

## Historia
De orígenes inciertos -aunque seguros en época prerromana- certifica su decadencia en la Edad Media. El manantial cercano ya debió ser conocido en épocas muy remotas (con certeza, desde la Edad del Bronce o el Calcolítico) pues, junto a él, abundantes fragmentos de cerámica conforman un muestrario de las diversas culturas que sucesivamente han hecho uso de su agua. Posiblemente fuese el poblado de referencia para las abundantes motillas, morras y atalayas defensivas cercanas adscribibles a la llamada Cultura del Bronce Manchego.
En época Romana pudo alcanzar cierto esplendor como establecimiento viario (Mansio o Mutatio), al estar enclavado cerca de importantes vías de comunicaciones; o bien como asentamiento menor Vicus, Pago o Villa, relacionada con asentamientos mayores de carácter urbano (Molino de La Pasadilla o Santa María del Guadiana), debido a su estratégica situación en un entorno óptimo para el desarrollo de la Agricultura y Ganadería. Sin duda debió tener intensa relación con otros núcleos cercanos donde existen evidencias de población en época romana y que se articulan en torno a la actual carretera CM-400. Es el primero de los núcleos históricos de Villarrobledo, hasta la fecha, mencionado en la documentación medieval puesto que es tomado como referencia en 1241 de la partición entre la Orden de Santiago y el concejo de Alarcón que motivará el famoso pleito de 1243 en que Alcaraz reclama estas tierras.
Hasta el siglo XV mantuvo cierta población y fue capital de una parroquia medieval que tenía como anejo el pueblo de El Cabalgador. En el siglo XVI aún se le cita como anejo de población de Villarrobledo aportador de diezmos junto al Villarejo de San Nicolás y Villavachos. En el Censo de Floridablanca de 1789 ya aparece junto a los mencionados como despoblado.
Actualmente se reconoce hasta el lugar, la antigua vereda de la Fuente del Espino.